# Австрія на зимових Олімпійських іграх 1972
Австрія на зимових Олімпійських іграх 1972 була представлена 40 спортсменами у 8 видах спорту.

## Медалісти
| Медаль | Спортсмен             | Вид                 | Дисципліна         |
| ------ | --------------------- | ------------------- | ------------------ |
| Золото | Беатрікс Шуба         | фігурне катання     | жінки              |
| Срібло | Аннемарі Мозер-Прелль | гірськолижний спорт | швидкісний спуск   |
| Срібло | Аннемарі Мозер-Прелль | гірськолижний спорт | гігантський слалом |
| Бронза | Вільтруд Дрексель     | гірськолижний спорт | гігантський слалом |
| Бронза | Гайні Месснер         | гірськолижний спорт | швидкісний спуск   |